# Bernard Le Sueur
Bernard Le Sueur, né le 10 juillet 1947 est un historien (agrégé d'histoire, docteur d'État) et un pédagogue, professeur-formateur honoraire à  l'Université de Cergy-Pontoise.
Il est un des principaux et rares historiens français de la vie du fleuve ou vie fluviale comme l'attestent ses nombreuses publications scientifiques. L’essentiel de ses recherches est consacré aux cours d’eau, à leur navigation et aux relations que les sociétés européennes ont entretenues au fil des siècles avec les rivières et les canaux. Sans négliger les archives traditionnelles, sa méthode valorise les enquêtes de terrain, aussi bien par le repérage des traces matérielles du passé fluvial, que par le recours à l’histoire orale ou aux histoires de vie dont il a été l’un des pionniers. Il est fondateur de l’association européenne de recherche et de valorisation de la culture fluviale "Hommes et cours d'eau".

## Le pédagogue et les «méthodes actives»
Professeur-formateur, ce jeune agrégé participe dans les années 1970 à la création de l’École normale du Val-d'Oise. Celle-ci fonctionnera avec un statut expérimental jusqu’à la création des  Instituts Universitaires de Formation des Maîtres (IUFM) en 1994. L’établissement pilote est alors cogéré par les enseignants et une équipe administrative nommée par le Recteur. Regroupant  tous les formateurs du département sans considération hiérarchique, des assemblées générales bimensuelles prennent les décisions fondamentales  à la majorité simple, l’administration conservant un droit de véto. Le projet de formation s’appuie sur trois principes de base :
- la liaison permanente entre la théorie scientifique et la pratique pédagogique,
- l’égalité de considération et de temps entre les diverses disciplines afin d’assurer un développement harmonieux de l’enfant,
- les approches pluridisciplinaires et le travail en équipes.

Bernard Le Sueur participe à plusieurs recherches  de l’Institut National de la Recherche Pédagogique INRP et de la Direction des Ecoles sur le travail en partenariat, l’enseignement de l’histoire des techniques, l’action culturelle, la rénovation des écoles rurales  ou l’ouverture de l’école sur le monde. Par ailleurs, il donne résolument à son enseignement une dimension européenne en lançant des programmes pluridisciplinaires particulièrement avec l’Allemagne, la Roumanie et l’Italie. Il défend une pédagogie équilibrée entre savoirs et savoir-faire qui pousse les apprenants à agir, à produire de l’histoire et à valoriser leurs actions aussi bien dans l’école qu’à l’extérieur. Les expositions présentées au sein des entreprises et des bâtiments municipaux  ou les actions départementales montées en partenariat avec le musée de l’Education de Saint Ouen l’Aumône  témoignent de cette ouverture, puissant agent de motivation et de réussite des élèves.
Il fonde en 1982 le service d’animation pédagogique du musée de la batellerie (Conflans-Sainte-Honorine) d'intérêt national, dirigé alors par François Beaudouin. Il  en sera le responsable jusqu’en 2007. La panoplie des actions proposées aux classes de différents niveaux et aux professeurs en formation  font du musée un lieu de recherche et de confrontation de pratiques culturelles. Ces méthodologies sont élaborées en partenariat avec d’autres établissements comme le musée de Guiry en Vexin ou le musée d'archéologie nationale de Saint Germain en Laye. Instaurant des pratiques innovantes avec les instituteurs et les mariniers, des « visites-exploration » ou des « ateliers» (ateliers bateaux, paysage, écluse…) sont ainsi créés à Conflans dès les années 85.

## L’historien des «gens de l’eau», des rivières et des canaux
C’est Emmanuel Le Roy Ladurie qui propose à ce jeune chercheur de participer à l’enquête sur « La France que nous venons de quitter » dirigée dans les années 1970, par Joseph Goy et André Burguière à l’École des hautes études en sciences sociales. Habitant Conflans-Sainte-Honorine où il vient d’épouser une petite-fille de marinier, Bernard Le Sueur intègre au corpus une  « histoire de vie » batelière, avant de participer à plusieurs autres enquêtes collectives. Pour chacune d’entre elles, la problématique étant définie, il s’emploie à rassembler un corpus de sources de natures différentes qu’il confronte et croise. Aux archives traditionnelles écrites et iconographiques qu’il lui faut souvent rassembler et sauvegarder, il ajoute la parole des acteurs traduisant représentations et savoirs, ainsi que de minutieuses études d’objets, de paysages, de terrain.
Soutenu en 1994, son doctorat a révélé un « historien des pratiques culturelles » (François Caron) défrichant un « territoire » méconnu, celui des rivières, des canaux et de leurs navigations (de commerce, de travail, de loisirs, de plaisance …). Dans le cadre d’une histoire diachronique, il en a exploité méthodiquement les diverses facettes, lançant des sondes dans des directions très diverses, relevant plutôt tour à tour :
- de l’histoire économique et sociale, avec sa thèse sur l’identité des "pénichiens", bateliers du Nord qui vivent et travaillent sur leurs propres bateaux de bois tractionnés, les péniches (1850-1950).
- de l’histoire des techniques, avec ses recherches sur la grande épopée des aménagements fluviaux et de leurs traces patrimoniales contemporaines, puis sur les engins de navigations eux-mêmes. Rattaché à un contexte économique et social propre, chaque élément est considéré comme un produit de la culture technique d’une époque, et relié aux hommes qui les conçoivent, les financent, les réalisent, les exploitent.
- de l’histoire des entreprises, avec ses travaux sur les artisans bateliers et sur les grandes compagnies, au premier rang desquelles la Compagnie Havre-Paris-Lyon-Marseille, cette « Grande Dame » si dominatrice dans toute la première moitié du XXe siècle.
- de l’histoire urbaine avec son étude de la capitale de la batellerie et des relations plus générales entretenues entre villes et rivières.
- de l’histoire du droit, avec son analyse des critères de définitions et sa chronologie des étapes de la construction du domaine public fluvial.
- de l’histoire culturelle avec ses approches des processus de représentations sociales et de construction des mémoires batelières, de l’élaboration du concept de patrimoine fluvial ou des rapports que les hommes ont entretenus avec les cours d’eau au cours des âges.

## Une recherche multidimensionnelle au cœur de l'histoire fluviale
Lors de ce parcours multidimensionnel « au fil de l’eau, au fil du temps », Bernard Le Sueur a  proposé des notions et concepts nouveaux lui permettant d’identifier différents « modèles » de navigation et de rapports « hommes/cours d’eau ».
Ces éléments sont intégrés dans des synthèses d’étapes que le chercheur élabore régulièrement. Celle publiée en 2012, trace les lignes d’une histoire générale illustrée. Elle définit quatre grandes périodes « modélisées » :
- la naissance du bateau fluvial et des premières navigations fluviales (cf. transport fluvial) ;
- les mille visages des batelleries traditionnelles de bassins ;
- le temps des basculements (1780-1860) ;
- le temps des différentes époques de l'âge industriel.

## L'observation d'un processus contemporain de "flurbanisation"
Elle s’inscrit dans un contexte de redécouverte sociale des cours d’eau et de leurs atouts économiques et environnementaux. Pour faire écho à la rurbanisation décrite par les géographes dans les années 1960, Bernard Le Sueur décrit ce qu’il propose d’appeler la "flurbanisation" contemporaine.
Ardent partisan du travail en équipes pluridisciplinaires, il participe à de nombreux travaux rassemblant des géographes, des archéologues, des ethnologues et des sociologues.
Il définit une histoire fluviale qui s’attache à comprendre le fonctionnement d’activités où s’entremêlent les éléments d’un « triangle d’or » à trois composantes indissociables :
- les besoins de la société (politiques, militaires, économiques, sociaux)
- les voies d’eau ou la voie fluviale
- les hommes et leurs bateaux.

Le tout constituant à chaque moment un système interne réagissant aux éléments externes, en particulier aux composantes du système de transport de chaque période.

## Principales publications
- Le Rhône, identité du fleuve et de ses navigations. Cahier N°92 édité par l'Association des Amis du Musée de la Batellerie de Conflans-Sainte-Honorine, 2025
- Mise en Seine, le fleuve et Paris à travers les âges, le Prégénérateur éditeur, Toulouse, mai 2024
- Au fil du canal de Bourgogne, Éditions Glénat, Grenoble, 2022
- Le Freycinet 1880 - 2020 : bateau emblématique des batelleries industrielles de réseaux. Stéphane Fournier et Bernard Le Sueur, Cahier n°83 édité par l'Association des Amis du Musée de la Batellerie de Conflans-Sainte-Honorine, 2020
- Action culturelle et pédagogie muséale, Conflans-Sainte-Honorine, une ville et son musée. Éditions L'Harmattan, Paris, 2018
- Le domaine public des rivières et des canaux. Histoire culturelle et enjeux contemporains Éditions L'Harmattan Paris 2014
- Navigations intérieures, histoire de la batellerie de la préhistoire à demain, Éditions du Chasse-Marée / Glénat, Paris, 2013
- Le canal du Midi, Glénat, 2013[1]
- Les artisans bateliers au cœur du transport fluvial, Geai Bleu éditions, Lille, 2010
- Internet miroir social et culturel : images et représentations des navigabilités, Programme collectif de recherches, Navigations et navigabilités, DRAC Centre, Ministère de la culture, Orléans, 2006
- Mariniers, histoire et mémoire de la batellerie artisanale, Éditions du Chasse-Marée / Glénat, Paris, tome 1, 2004, tome 2, 2005
- Carte nationale du patrimoine fluvial, Hommes et cours d’Eau, Voies Navigables de France, Béthune 2000
- Les bateliers, seigneurs du fleuve ou galériens, avec G. de Véricourt et D. Gerritsen, Collection "Des Gens", Syros, Paris, 1995
- La Grande batellerie, 150 ans d'histoire de la Compagnie Générale de Navigation, Éditions de La Mirandole, Pont saint Esprit, 1996
- Conflans Sainte Honorine, histoire fluviale de la capitale de la batellerie, L'Harmattan, Paris, 1994[2]
- Batelleries et bateliers de France, Horvath, Roanne, 1982